# 施比勒恩
施比勒恩是奥地利下奥地利州科尔新堡县的一个市镇。总面积12.69平方公里，总人口1906人，人口密度150.2人/平方公里（2005年）。